# 因斯布魯克 (密蘇里州)
因斯布魯克（英語：Innsbrook）是位於美國密蘇里州沃倫縣的村。

## 人口
根據2020年美國人口普查的數據，因斯布魯克的面積為29.04平方千米，當中陸地面積為26.17平方千米，而水域面積為2.87平方千米。當地共有人口596人，而人口密度為每平方千米21人。